# Guvernul Pieter Sjoerds Gerbrandy (2)

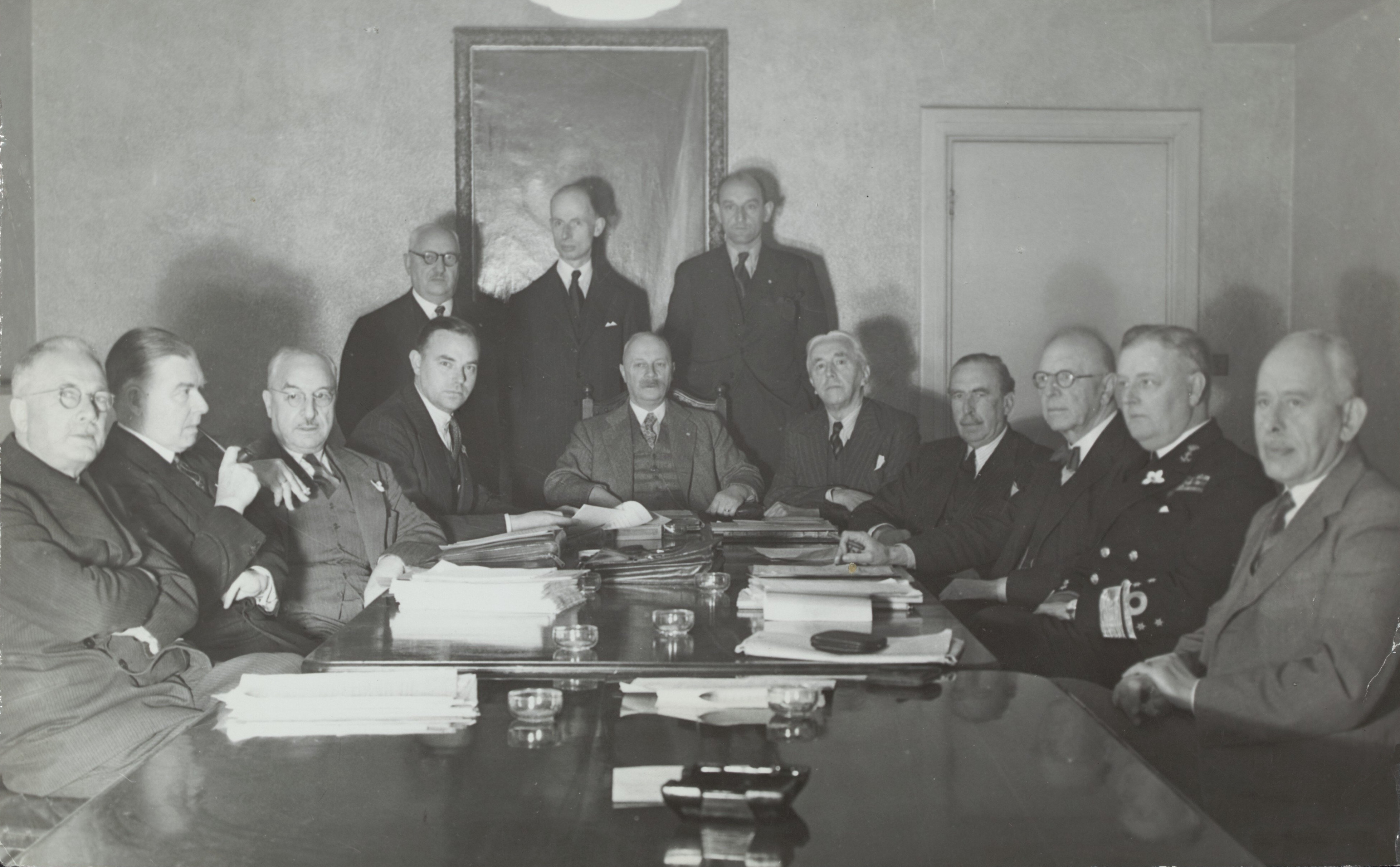
Cabinetul Pieter Sjoerds Gerbrandy (2) (Londra, 1944)

Cel de-al doilea guvern condus de Pieter Sjoerds Gerbrandy (1941-1945) a fost unul dintre cele patru cabinete ale guvernului Țărilor de Jos aflat în exil la Londra. Cabinetul a fost format după un conflict între regina Wilhelmina și ministrul apărării, Dijxhoorn, cu privire la Biroul Bijzondere Aangelegenheden (Biroul pentru Afaceri Speciale) ceea ce a duce la demiterea sa. După aceea, toți miniștrii din primul cabinet Gerbrandy și-au înaintat demisiile, ceea ce a determinat restructurarea posturilor și formarea celui de-al doilea cabinet Gerbrandy. De asemenea, în timpul celui de-al doilea cabinet Gerbrandy, au existat fricțiuni regulate între miniștri și regină, ceea ce a determinat schimbări la mai multe ministere. 
Guvernul, condus de regina Wilhelmina, a fost principala sursă de inspirație pentru mulți luptătorii din Rezistența Olandeză prin mesajele difuzate prin radio. Printre cele mai importante hotărâri ale cabinetului se numără recunoașterea Uniunii Sovietice (iulie 1942), declarația de război împotriva Japoniei (decembrie 1942), anunțul că, după război, relațiile dintre Olanda și Indiile Olandeze se vor schimba (făcut de regină în decembrie 1942) și restabilirea în iulie 1943 a reprezentanței Țărilor de Jos la Vatican. 
În timpul primului și celui de-al doilea cabinet condus de Gerbrandy au fost realizate planuri pentru urmărirea penală postbelică a civililor neerlandezi (foute) care au colaborat cu germanii. Pe 27 ianuarie 1945 ministrul afacerilor interne, Burger, a ținut un discurs la radio, făcând diferența între civilii neerlandezi care au făcut „abuzuri” (foute Nederlander) și civilii neerlandezi care au făcut o greșeală (Nederlander die een fout hebben gemaakt). I s-a cerut de către primul ministru să demisioneze, dar pentru că Gerbrandy nu a discutat acest lucru cu colegii săi miniștri, toți miniștrii membri ai SDAP au demisionat în bloc, ceea ce a adus la formarea celui de-al treilea cabinet condus de Gerbrandy.

## Miniștri
- Prim-ministru: Pieter Sjoerds Gerbrandy (ARP)
- Ministrul afacerilor generale: Hendrik van Boeijen (CHU), până în 23 februarie 1945
- Ministrul efortului de război: Pieter Sjoerds Gerbrandy (ARP), din 21 mai 1942
- Ministrul afacerilor externe: Eelco Nicolaas van Kleffens (liberal, fără partid)
- Ministrul justiției:
  - Pieter Sjoerds Gerbrandy (ARP), până în 21 februarie 1942
  - Johannes Regnerus Maria van Angeren (RKSP), din 21 februarie 1942 până în 11 iulie 1944
  - Gerrit Jan van Heuven Goedhart (fără partid), din 11 iulie 1944
- Ministrul afacerilor interne:
  - Hendrik van Boeijen (CHU), până în 31 mai 1944
  - Jacobus Albertus Wilhelmus Burger (SDAP), din 31 mai 1944 până în 27 ianuarie 1945
  - Hendrik van Boeijen (CHU), din 27 ianuarie 1945
- Ministrul educației, artelor și științelor: Gerrit Bolkestein (VDB)
- Ministrul finanțelor:
  - Maximilien Paul Léon Steenberghe (RKSP), până în 17 noiembrie 1941
  - Johan Willem Albarda (SDAP), din 17 noiembrie 1941 până în 9 decembrie 1942
  - Johannes van den Broek (fără partid), din 9 decembrie 1942
- Ministrul de război:
  - Hendrik van Boeijen (CHU), până în 15 septembrie 1942
  - Otto Cornelis Adriaan van Lidth de Jeude (LSP), din 15 septembrie 1942
- Ministrul marinei: Johannes Theodor Furstner (liberal, fără partid)
- Ministrul apelor: Johan Willem Albarda (SDAP)
- Ministrul comerțului, industriei și transporturilor:
  - Maximilien Paul Léon Steenberghe (RKSP), până în 17 noiembrie 1941
  - Jan van den Tempel (SDAP), din 17 noiembrie 1941 până în 8 ianuarie 1942
  - Petrus Adrianus Kerstens (KVP), din 8 ianuarie 1942 până în 31 mai 1944
- Ministrul agriculturii și pescuitului:
  - Maximilien Paul Léon Steenberghe (RKSP), până în 17 noiembrie 1941
  - Jan van den Tempel (SDAP), din 17 noiembrie 1941 până în 8 ianuarie 1942
  - Petrus Adrianus Kerstens (KVP), din 8 ianuarie 1942 până în 31 mai 1944
- Ministrul comerțului, industriei și agriculturii: Johannes van den Broek (fără partid), din 31 mai 1944
- Ministrul transportului maritim și pescuitului: James Marnix de Booij (liberal, fără partid), din 31 mai 1944
- Ministrul afacerilor sociale: Jan van den Tempel (SDAP)
- Ministrul coloniilor:
  - Charles Joseph Ignace Marie Welter (RKSP), până în 17 noiembrie 1941
  - Pieter Sjoerds Gerbrandy (ARP), din 17 noiembrie 1941 până în 21 mai 1942
  - Hubertus van Mook (fără partid), din 21 mai 1942